# Produits agroalimentaires traditionnels de Calabre
Les Produits agroalimentaires traditionnels de Calabre, reconnus par le ministère des Politiques agricoles, alimentaires et forestières (MIPAAF) sur proposition du gouvernement de la région de Calabre, sont présentés dans la liste qui suit. La dernière mise à jour est du 7 juin 2012, date de la dernière révision des PAT (produits agroalimentaires traditionnels).

## Liste des produits
| N°  | Dénomination                                                      | Secteur                                                                                                |
| --- | ----------------------------------------------------------------- | --- |
| 1   | amaro alle erbe                                                   | Boissons alcoolisées, spiritueux et liqueurs                                                           |
| 2   | anice                                                             | Boissons alcoolisées, spiritueux et liqueurs                                                           |
| 3   | fragolino                                                         | Boissons alcoolisées, spiritueux et liqueurs                                                           |
| 4   | gassosa al caffè                                                  | Boissons alcoolisées, spiritueux et liqueurs                                                           |
| 5   | gassosa al limone                                                 | Boissons alcoolisées, spiritueux et liqueurs                                                           |
| 6   | liquore alla liquirizia                                           | Boissons alcoolisées, spiritueux et liqueurs                                                           |
| 7   | liquore di agrumi (limoni o limetta)                              | Boissons alcoolisées, spiritueux et liqueurs                                                           |
| 8   | liquore di bergamotto                                             | Boissons alcoolisées, spiritueux et liqueurs                                                           |
| 9   | liquore di cedro                                                  | Boissons alcoolisées, spiritueux et liqueurs                                                           |
| 10  | liquore di finocchietto selvatico                                 | Boissons alcoolisées, spiritueux et liqueurs                                                           |
| 11  | buccularu                                                         | Viandes (et abats) et leurs préparations                                                               |
| 12  | carne caprina calabrese                                           | Viandes (et abats) et leurs préparations                                                               |
| 13  | carne di maiale nero calabrese                                    | Viandes (et abats) et leurs préparations                                                               |
| 14  | carne di maiale salata                                            | Viandes (et abats) et leurs préparations                                                               |
| 15  | carne ovina calabrese                                             | Viandes (et abats) et leurs préparations                                                               |
| 16  | carne podolica calabrese                                          | Viandes (et abats) et leurs préparations                                                               |
| 17  | ciccioli                                                          | Viandes (et abats) et leurs préparations                                                               |
| 18  | cotenne di maiale                                                 | Viandes (et abats) et leurs préparations                                                               |
| 19  | cularina                                                          | Viandes (et abats) et leurs préparations                                                               |
| 20  | culatta                                                           | Viandes (et abats) et leurs préparations                                                               |
| 21  | frittole                                                          | Viandes (et abats) et leurs préparations                                                               |
| 22  | gelatina di maiale                                                | Viandes (et abats) et leurs préparations                                                               |
| 23  | guanciale                                                         | Viandes (et abats) et leurs préparations                                                               |
| 24  | lardo, u lardu                                                    | Viandes (et abats) et leurs préparations                                                               |
| 25  | 'Nduja                                                            | Viandes (et abats) et leurs préparations                                                               |
| 26  | ‘Ndura                                                            | Viandes (et abats) et leurs préparations                                                               |
| 27  | ‘Nnuglia                                                          | Viandes (et abats) et leurs préparations                                                               |
| 28  | pancetta arrotolata                                               | Viandes (et abats) et leurs préparations                                                               |
| 29  | prosciutto crudo di San Lorenzo Bellizzi                          | Viandes (et abats) et leurs préparations                                                               |
| 30  | prosciutto di maiale nero calabrese                               | Viandes (et abats) et leurs préparations                                                               |
| 31  | salame crudo di Albidona                                          | Viandes (et abats) et leurs préparations                                                               |
| 32  | salato di crotone                                                 | Viandes (et abats) et leurs préparations                                                               |
| 33  | salsiccia con finocchietto selvatico, satizza                     | Viandes (et abats) et leurs préparations                                                               |
| 34  | salsiccia di coretto                                              | Viandes (et abats) et leurs préparations                                                               |
| 35  | salsiccia pezzente                                                | Viandes (et abats) et leurs préparations                                                               |
| 36  | sazizzunu                                                         | Viandes (et abats) et leurs préparations                                                               |
| 37  | soppressata affumicata, supprizzata 'ffumicata                    | Viandes (et abats) et leurs préparations                                                               |
| 38  | soppressata di Decollatura                                        | Viandes (et abats) et leurs préparations                                                               |
| 39  | animaletti di provola                                             | Fromages                                                                                               |
| 40  | butirro                                                           | Fromages                                                                                               |
| 41  | caciocavallo di Ciminà                                            | Fromages                                                                                               |
| 42  | caciocavallo podolico                                             | Fromages                                                                                               |
| 43  | cacioricotta                                                      | Fromages                                                                                               |
| 44  | caciotto di Cirella di Platì                                      | Fromages                                                                                               |
| 45  | canestrato                                                        | Fromages                                                                                               |
| 46  | caprino dell'Aspromonte                                           | Fromages                                                                                               |
| 47  | farci-provola                                                     | Fromages                                                                                               |
| 48  | felciata                                                          | Fromages                                                                                               |
| 49  | formaggio caprino della Limina                                    | Fromages                                                                                               |
| 50  | giuncata                                                          | Fromages                                                                                               |
| 51  | mozzarella silana                                                 | Fromages                                                                                               |
| 52  | musulupu dell'Aspromonte                                          | Fromages                                                                                               |
| 53  | pecorino crotonese                                                | Fromages                                                                                               |
| 54  | pecorino del Monte Poro                                           | Fromages                                                                                               |
| 55  | pecorino del Pollino                                              | Fromages                                                                                               |
| 56  | pecorino della Locride                                            | Fromages                                                                                               |
| 57  | pecorino della Vallata « Stilaro Allaro »                         | Fromages                                                                                               |
| 58  | pecorino misto                                                    | Fromages                                                                                               |
| 59  | pecorino primo sale                                               | Fromages                                                                                               |
| 60  | provola                                                           | Fromages                                                                                               |
| 61  | rasco                                                             | Fromages                                                                                               |
| 62  | strazzatella silana                                               | Fromages                                                                                               |
| 63  | olio extra vergine di oliva « Colli di Tropea »                   | Matières grasses (beurre, margarine, huiles)                                                           |
| 64  | olio extra vergine di oliva del Savuto                            | Matières grasses (beurre, margarine, huiles)                                                           |
| 65  | olio extra vergine di oliva della Locride                         | Matières grasses (beurre, margarine, huiles)                                                           |
| 66  | olio extra vergine di oliva di Calabria                           | Matières grasses (beurre, margarine, huiles)                                                           |
| 67  | ‘a maritata                                                       | Produits végétaux à l'état naturel ou transformés                                                      |
| 68  | amarene sciroppate                                                | Produits végétaux à l'état naturel ou transformés                                                      |
| 69  | arancia di Villa San Giuseppe                                     | Produits végétaux à l'état naturel ou transformés                                                      |
| 70  | asparago selvatico della Calabria                                 | Produits végétaux à l'état naturel ou transformés                                                      |
| 71  | biondo tardivo di Trebbisacce                                     | Produits végétaux à l'état naturel ou transformés                                                      |
| 72  | broccoli di rapa                                                  | Produits végétaux à l'état naturel ou transformés                                                      |
| 73  | cannonata calabrese                                               | Produits végétaux à l'état naturel ou transformés                                                      |
| 74  | castagne al mosto cotto                                           | Produits végétaux à l'état naturel ou transformés                                                      |
| 75  | castagne di Calabria                                              | Produits végétaux à l'état naturel ou transformés                                                      |
| 76  | ceci abbrustoliti, calia                                          | Produits végétaux à l'état naturel ou transformés                                                      |
| 77  | cedro                                                             | Produits végétaux à l'état naturel ou transformés                                                      |
| 78  | cedro candito                                                     | Produits végétaux à l'état naturel ou transformés                                                      |
| 79  | cicoria selvatica calabrese                                       | Produits végétaux à l'état naturel ou transformés                                                      |
| 80  | cicorie selvatiche sott’olio                                      | Produits végétaux à l'état naturel ou transformés                                                      |
| 81  | cipolline sott’olio                                               | Produits végétaux à l'état naturel ou transformés                                                      |
| 82  | clementine della Piana di Sibari                                  | Produits végétaux à l'état naturel ou transformés                                                      |
| 83  | collane di peperoni secchi                                        | Produits végétaux à l'état naturel ou transformés                                                      |
| 84  | confettura di pomodori rossi                                      | Produits végétaux à l'état naturel ou transformés                                                      |
| 85  | coroncine di fichi secchi al mirto                                | Produits végétaux à l'état naturel ou transformés                                                      |
| 86  | crocette                                                          | Produits végétaux à l'état naturel ou transformés                                                      |
| 87  | fagiolo di Caria                                                  | Produits végétaux à l'état naturel ou transformés                                                      |
| 88  | fagiolo poverello bianco                                          | Produits végétaux à l'état naturel ou transformés                                                      |
| 89  | farina di castagne                                                | Produits végétaux à l'état naturel ou transformés                                                      |
| 90  | fichi del cosentino                                               | Produits végétaux à l'état naturel ou transformés                                                      |
| 91  | fichi d'india di Calabria                                         | Produits végétaux à l'état naturel ou transformés                                                      |
| 92  | fichi essiccati                                                   | Produits végétaux à l'état naturel ou transformés                                                      |
| 93  | fichi freschi cotti al forno                                      | Produits végétaux à l'état naturel ou transformés                                                      |
| 94  | fichi ripieni, fichi chini                                        | Produits végétaux à l'état naturel ou transformés                                                      |
| 95  | finocchietto selvatico di Calabria                                | Produits végétaux à l'état naturel ou transformés                                                      |
| 96  | finocchio di Isola Capo Rizzuto                                   | Produits végétaux à l'état naturel ou transformés                                                      |
| 97  | funghi di giffone                                                 | Produits végétaux à l'état naturel ou transformés                                                      |
| 98  | funghi « rosito »                                                 | Produits végétaux à l'état naturel ou transformés                                                      |
| 99  | funghi misti di bosco sott’olio                                   | Produits végétaux à l'état naturel ou transformés                                                      |
| 100 | funghi porcini silani « sillo »                                   | Produits végétaux à l'état naturel ou transformés                                                      |
| 101 | funghi porcini sott’olio                                          | Produits végétaux à l'état naturel ou transformés                                                      |
| 102 | funghi rositi sott’olio                                           | Produits végétaux à l'état naturel ou transformés                                                      |
| 103 | germogli di pungitopo sott'olio, vruscula sott'olio               | Produits végétaux à l'état naturel ou transformés                                                      |
| 104 | insalatata di arance, 'nzalata i purtualli                        | Produits végétaux à l'état naturel ou transformés                                                      |
| 105 | involtini di melanzane                                            | Produits végétaux à l'état naturel ou transformés                                                      |
| 106 | limetta                                                           | Produits végétaux à l'état naturel ou transformés                                                      |
| 107 | limoni di Rocca Imperiale                                         | Produits végétaux à l'état naturel ou transformés                                                      |
| 108 | marmellata di arance                                              | Produits végétaux à l'état naturel ou transformés                                                      |
| 109 | marmellata di bergamotto                                          | Produits végétaux à l'état naturel ou transformés                                                      |
| 110 | marmellata di cipolla rossa di tropea                             | Produits végétaux à l'état naturel ou transformés                                                      |
| 111 | marmellata di clementine                                          | Produits végétaux à l'état naturel ou transformés                                                      |
| 112 | marmellata di limoni                                              | Produits végétaux à l'état naturel ou transformés                                                      |
| 113 | marmellata di mandarini                                           | Produits végétaux à l'état naturel ou transformés                                                      |
| 114 | marmellata di uva                                                 | Produits végétaux à l'état naturel ou transformés                                                      |
| 115 | melanzane sott'olio                                               | Produits végétaux à l'état naturel ou transformés                                                      |
| 116 | mele di montagna (cotogna-coccia-limoncelle)                      | Produits végétaux à l'état naturel ou transformés                                                      |
| 117 | miele di fichi                                                    | Produits végétaux à l'état naturel ou transformés                                                      |
| 118 | misi misi affucati, amareddi affucati                             | Produits végétaux à l'état naturel ou transformés                                                      |
| 119 | olive alla calce                                                  | Produits végétaux à l'état naturel ou transformés                                                      |
| 120 | olive in salamoia                                                 | Produits végétaux à l'état naturel ou transformés                                                      |
| 121 | olive nella giara                                                 | Produits végétaux à l'état naturel ou transformés                                                      |
| 122 | olive nere infornate                                              | Produits végétaux à l'état naturel ou transformés                                                      |
| 123 | olive schiacciate                                                 | Produits végétaux à l'état naturel ou transformés                                                      |
| 124 | olive sotto sale                                                  | Produits végétaux à l'état naturel ou transformés                                                      |
| 125 | origano selvatico della Calabria                                  | Produits végétaux à l'état naturel ou transformés                                                      |
| 126 | pallone di fichi                                                  | Produits végétaux à l'état naturel ou transformés                                                      |
| 127 | panicilli                                                         | Produits végétaux à l'état naturel ou transformés                                                      |
| 128 | patata della Sila                                                 | Produits végétaux à l'état naturel ou transformés                                                      |
| 129 | peperoncini piccanti ripieni                                      | Produits végétaux à l'état naturel ou transformés                                                      |
| 130 | peperoncini sott’olio                                             | Produits végétaux à l'état naturel ou transformés                                                      |
| 131 | peperoncino di Spilinga                                           | Produits végétaux à l'état naturel ou transformés                                                      |
| 132 | peperoncino piccante calabrese                                    | Produits végétaux à l'état naturel ou transformés                                                      |
| 133 | peperone roggianese                                               | Produits végétaux à l'état naturel ou transformés                                                      |
| 134 | pistilli                                                          | Produits végétaux à l'état naturel ou transformés                                                      |
| 135 | pomodori secchi                                                   | Produits végétaux à l'état naturel ou transformés                                                      |
| 136 | pomodori secchi ripieni                                           | Produits végétaux à l'état naturel ou transformés                                                      |
| 137 | pomodori secchi sott’olio                                         | Produits végétaux à l'état naturel ou transformés                                                      |
| 138 | pomodori verdi conservati                                         | Produits végétaux à l'état naturel ou transformés                                                      |
| 139 | Pomodoro di Belmonte                                              | Produits végétaux à l'état naturel ou transformés                                                      |
| 140 | trecce di fichi                                                   | Produits végétaux à l'état naturel ou transformés                                                      |
| 141 | tritato di peperoncino                                            | Produits végétaux à l'état naturel ou transformés                                                      |
| 142 | zucchini sott'olio                                                | Produits végétaux à l'état naturel ou transformés                                                      |
| 143 | salmoriglio, sarmurigghiu                                         | Condiments                                                                                             |
| 144 | 'nzullini                                                         | Pâtes fraîches et produits de boulangerie, biscuiterie, pâtisserie et confiserie                       |
| 145 | anicini                                                           | Pâtes fraîches et produits de boulangerie, biscuiterie, pâtisserie et confiserie                       |
| 146 | biscotti alle mandorle e al miele                                 | Pâtes fraîches et produits de boulangerie, biscuiterie, pâtisserie et confiserie                       |
| 147 | bucconotto                                                        | Pâtes fraîches et produits de boulangerie, biscuiterie, pâtisserie et confiserie                       |
| 148 | buffeddi                                                          | Pâtes fraîches et produits de boulangerie, biscuiterie, pâtisserie et confiserie                       |
| 149 | cannoli, i cannola                                                | Pâtes fraîches et produits de boulangerie, biscuiterie, pâtisserie et confiserie                       |
| 150 | chinulille                                                        | Pâtes fraîches et produits de boulangerie, biscuiterie, pâtisserie et confiserie                       |
| 151 | cotognata                                                         | Pâtes fraîches et produits de boulangerie, biscuiterie, pâtisserie et confiserie                       |
| 152 | crema reggina                                                     | Pâtes fraîches et produits de boulangerie, biscuiterie, pâtisserie et confiserie                       |
| 153 | crispelle salate, crispeddhe                                      | Pâtes fraîches et produits de boulangerie, biscuiterie, pâtisserie et confiserie                       |
| 154 | crispelle dolci, crispeddhe                                       | Pâtes fraîches et produits de boulangerie, biscuiterie, pâtisserie et confiserie                       |
| 155 | crostini di grano                                                 | Pâtes fraîches et produits de boulangerie, biscuiterie, pâtisserie et confiserie                       |
| 156 | cudduraci, 'nguti                                                 | Pâtes fraîches et produits de boulangerie, biscuiterie, pâtisserie et confiserie                       |
| 157 | cupeta                                                            | Pâtes fraîches et produits de boulangerie, biscuiterie, pâtisserie et confiserie                       |
| 158 | cuzzupa                                                           | Pâtes fraîches et produits de boulangerie, biscuiterie, pâtisserie et confiserie                       |
| 159 | dita d'apostolo                                                   | Pâtes fraîches et produits de boulangerie, biscuiterie, pâtisserie et confiserie                       |
| 160 | fichi ricoperti al cioccolato                                     | Pâtes fraîches et produits de boulangerie, biscuiterie, pâtisserie et confiserie                       |
| 161 | frese bianche                                                     | Pâtes fraîches et produits de boulangerie, biscuiterie, pâtisserie et confiserie                       |
| 162 | frese integrali                                                   | Pâtes fraîches et produits de boulangerie, biscuiterie, pâtisserie et confiserie                       |
| 163 | frise al peperoncino                                              | Pâtes fraîches et produits de boulangerie, biscuiterie, pâtisserie et confiserie                       |
| 164 | ginetti                                                           | Pâtes fraîches et produits de boulangerie, biscuiterie, pâtisserie et confiserie                       |
| 165 | granita, scirobetta                                               | Pâtes fraîches et produits de boulangerie, biscuiterie, pâtisserie et confiserie                       |
| 166 | lestopitta                                                        | Pâtes fraîches et produits de boulangerie, biscuiterie, pâtisserie et confiserie                       |
| 167 | liquirizia                                                        | Pâtes fraîches et produits de boulangerie, biscuiterie, pâtisserie et confiserie                       |
| 168 | liquirizia alla menta                                             | Pâtes fraîches et produits de boulangerie, biscuiterie, pâtisserie et confiserie                       |
| 169 | liquirizia all'anice                                              | Pâtes fraîches et produits de boulangerie, biscuiterie, pâtisserie et confiserie                       |
| 170 | morticeddhi, frutti alla martorana                                | Pâtes fraîches et produits de boulangerie, biscuiterie, pâtisserie et confiserie                       |
| 171 | mostaccioli                                                       | Pâtes fraîches et produits de boulangerie, biscuiterie, pâtisserie et confiserie                       |
| 172 | mozzetti                                                          | Pâtes fraîches et produits de boulangerie, biscuiterie, pâtisserie et confiserie                       |
| 173 | nacatole                                                          | Pâtes fraîches et produits de boulangerie, biscuiterie, pâtisserie et confiserie                       |
| 174 | nepitelle                                                         | Pâtes fraîches et produits de boulangerie, biscuiterie, pâtisserie et confiserie                       |
| 175 | ossa di morto, ossa i mortu                                       | Pâtes fraîches et produits de boulangerie, biscuiterie, pâtisserie et confiserie                       |
| 176 | pan di Spagna di Dipignano                                        | Pâtes fraîches et produits de boulangerie, biscuiterie, pâtisserie et confiserie                       |
| 177 | pane al miele di Cerzeto                                          | Pâtes fraîches et produits de boulangerie, biscuiterie, pâtisserie et confiserie                       |
| 178 | pane casereccio                                                   | Pâtes fraîches et produits de boulangerie, biscuiterie, pâtisserie et confiserie                       |
| 179 | pane con la giuggiulena                                           | Pâtes fraîches et produits de boulangerie, biscuiterie, pâtisserie et confiserie                       |
| 180 | pane di castagne                                                  | Pâtes fraîches et produits de boulangerie, biscuiterie, pâtisserie et confiserie                       |
| 181 | pane di patate                                                    | Pâtes fraîches et produits de boulangerie, biscuiterie, pâtisserie et confiserie                       |
| 182 | pane di pellegrina, i pani di pellegrina                          | Pâtes fraîches et produits de boulangerie, biscuiterie, pâtisserie et confiserie                       |
| 183 | pane di segale di Canolo                                          | Pâtes fraîches et produits de boulangerie, biscuiterie, pâtisserie et confiserie                       |
| 184 | pasta col ferretto                                                | Pâtes fraîches et produits de boulangerie, biscuiterie, pâtisserie et confiserie                       |
| 185 | pasta di mandorla al bergamotto                                   | Pâtes fraîches et produits de boulangerie, biscuiterie, pâtisserie et confiserie                       |
| 186 | pasta di mandorle                                                 | Pâtes fraîches et produits de boulangerie, biscuiterie, pâtisserie et confiserie                       |
| 187 | pasta fileja                                                      | Pâtes fraîches et produits de boulangerie, biscuiterie, pâtisserie et confiserie                       |
| 188 | paste con lo zucchero                                             | Pâtes fraîches et produits de boulangerie, biscuiterie, pâtisserie et confiserie                       |
| 188 | paste con lo zucchero                                             | Pâtes fraîches et produits de boulangerie, biscuiterie, pâtisserie et confiserie                       |
| 190 | petrale, u petrali                                                | Pâtes fraîches et produits de boulangerie, biscuiterie, pâtisserie et confiserie                       |
| 191 | pezzo duro                                                        | Pâtes fraîches et produits de boulangerie, biscuiterie, pâtisserie et confiserie                       |
| 192 | pignolata al miele, napiteddhi                                    | Pâtes fraîches et produits de boulangerie, biscuiterie, pâtisserie et confiserie                       |
| 193 | pignolata con la glassa bianca e al cioccolato                    | Pâtes fraîches et produits de boulangerie, biscuiterie, pâtisserie et confiserie                       |
| 194 | piparelle                                                         | Pâtes fraîches et produits de boulangerie, biscuiterie, pâtisserie et confiserie                       |
| 195 | pitta                                                             | Pâtes fraîches et produits de boulangerie, biscuiterie, pâtisserie et confiserie                       |
| 196 | pitta di San Martino                                              | Pâtes fraîches et produits de boulangerie, biscuiterie, pâtisserie et confiserie                       |
| 197 | pitta 'mpigliata                                                  | Pâtes fraîches et produits de boulangerie, biscuiterie, pâtisserie et confiserie                       |
| 198 | pizza alla reggina, pitta a riggitana                             | Pâtes fraîches et produits de boulangerie, biscuiterie, pâtisserie et confiserie                       |
| 199 | pizza di maggio, pitta di maju                                    | Pâtes fraîches et produits de boulangerie, biscuiterie, pâtisserie et confiserie                       |
| 200 | pizzi ccu niebiti                                                 | Pâtes fraîches et produits de boulangerie, biscuiterie, pâtisserie et confiserie                       |
| 201 | pizziccul'ova                                                     | Pâtes fraîches et produits de boulangerie, biscuiterie, pâtisserie et confiserie                       |
| 202 | rafioli                                                           | Pâtes fraîches et produits de boulangerie, biscuiterie, pâtisserie et confiserie                       |
| 203 | sammartine                                                        | Pâtes fraîches et produits de boulangerie, biscuiterie, pâtisserie et confiserie                       |
| 204 | sanguinaccio                                                      | Pâtes fraîches et produits de boulangerie, biscuiterie, pâtisserie et confiserie                       |
| 205 | scaldatelle, scaldateddi                                          | Pâtes fraîches et produits de boulangerie, biscuiterie, pâtisserie et confiserie                       |
| 206 | scalille                                                          | Pâtes fraîches et produits de boulangerie, biscuiterie, pâtisserie et confiserie                       |
| 207 | sguta                                                             | Pâtes fraîches et produits de boulangerie, biscuiterie, pâtisserie et confiserie                       |
| 208 | sorbetto al bergamotto                                            | Pâtes fraîches et produits de boulangerie, biscuiterie, pâtisserie et confiserie                       |
| 209 | sospiri di monaca                                                 | Pâtes fraîches et produits de boulangerie, biscuiterie, pâtisserie et confiserie                       |
| 210 | stomatico                                                         | Pâtes fraîches et produits de boulangerie, biscuiterie, pâtisserie et confiserie                       |
| 211 | stracetti                                                         | Pâtes fraîches et produits de boulangerie, biscuiterie, pâtisserie et confiserie                       |
| 212 | stroncatura, struncatura                                          | Pâtes fraîches et produits de boulangerie, biscuiterie, pâtisserie et confiserie                       |
| 213 | susumelle                                                         | Pâtes fraîches et produits de boulangerie, biscuiterie, pâtisserie et confiserie                       |
| 214 | taglierini e ciciri, laganelle e ciciri                           | Pâtes fraîches et produits de boulangerie, biscuiterie, pâtisserie et confiserie                       |
| 215 | taralli bianchi                                                   | Pâtes fraîches et produits de boulangerie, biscuiterie, pâtisserie et confiserie                       |
| 216 | taralli morbidi                                                   | Pâtes fraîches et produits de boulangerie, biscuiterie, pâtisserie et confiserie                       |
| 217 | tarallini ai semi di anice                                        | Pâtes fraîches et produits de boulangerie, biscuiterie, pâtisserie et confiserie                       |
| 218 | tarallini ai semi di finocchio                                    | Pâtes fraîches et produits de boulangerie, biscuiterie, pâtisserie et confiserie                       |
| 219 | tarallini al peperoncino                                          | Pâtes fraîches et produits de boulangerie, biscuiterie, pâtisserie et confiserie                       |
| 220 | tartine di sanguinaccio, tratini i sanguinacciu                   | Pâtes fraîches et produits de boulangerie, biscuiterie, pâtisserie et confiserie                       |
| 221 | tartufo di Pizzo                                                  | Pâtes fraîches et produits de boulangerie, biscuiterie, pâtisserie et confiserie                       |
| 222 | torroncino                                                        | Pâtes fraîches et produits de boulangerie, biscuiterie, pâtisserie et confiserie                       |
| 223 | torrone a poglia con mandorle, turruni                            | Pâtes fraîches et produits de boulangerie, biscuiterie, pâtisserie et confiserie                       |
| 224 | torrone di arachidi con zucchero                                  | Pâtes fraîches et produits de boulangerie, biscuiterie, pâtisserie et confiserie                       |
| 225 | torrone gelato, turruni gelatu                                    | Pâtes fraîches et produits de boulangerie, biscuiterie, pâtisserie et confiserie                       |
| 226 | turdilli                                                          | Pâtes fraîches et produits de boulangerie, biscuiterie, pâtisserie et confiserie                       |
| 227 | xialuni                                                           | Pâtes fraîches et produits de boulangerie, biscuiterie, pâtisserie et confiserie                       |
| 228 | zeppole, zzippulii San Giuseppi                                   | Pâtes fraîches et produits de boulangerie, biscuiterie, pâtisserie et confiserie                       |
| 229 | frittata pasquale                                                 | Produits de la gastronomie                                                                             |
| 230 | frittele di fiori di zucca, sciuriddi                             | Produits de la gastronomie                                                                             |
| 231 | maccheroni con il sugo di capra, maccaruni i casa cu sugu i capra | Produits de la gastronomie                                                                             |
| 232 | melanzane ripiene, mulingiani chini                               | Produits de la gastronomie                                                                             |
| 233 | pancotto, brodo pieno, panicuottu                                 | Produits de la gastronomie                                                                             |
| 234 | parmigiana                                                        | Produits de la gastronomie                                                                             |
| 235 | peperonata alla calabrese, 'nzimbatò                              | Produits de la gastronomie                                                                             |
| 236 | polpette di melanzana, purpetti i mulingiana                      | Produits de la gastronomie                                                                             |
| 237 | pomodori ripieni, pummaroro chini                                 | Produits de la gastronomie                                                                             |
| 238 | riso di magro, granu mariu, u risu mariu                          | Produits de la gastronomie                                                                             |
| 239 | uova e curcuci, ova chi curcuci                                   | Produits de la gastronomie                                                                             |
| 240 | uova strapazzate con pomodoro, sursuminata                        | Produits de la gastronomie                                                                             |
| 241 | acciughe marinate                                                 | Préparations de poissons, mollusques et crustacés et techniques particulières d'élevage de ces espèces |
| 242 | acciughe salate                                                   | Préparations de poissons, mollusques et crustacés et techniques particulières d'élevage de ces espèces |
| 243 | aguglie, costardelle fritte                                       | Préparations de poissons, mollusques et crustacés et techniques particulières d'élevage de ces espèces |
| 244 | alici salate                                                      | Préparations de poissons, mollusques et crustacés et techniques particulières d'élevage de ces espèces |
| 245 | alici salate e pepate                                             | Préparations de poissons, mollusques et crustacés et techniques particulières d'élevage de ces espèces |
| 246 | alici sott’olio                                                   | Préparations de poissons, mollusques et crustacés et techniques particulières d'élevage de ces espèces |
| 247 | bottarga di tonno                                                 | Préparations de poissons, mollusques et crustacés et techniques particulières d'élevage de ces espèces |
| 248 | frittelle di neonata, cicirella, fritelle di nannata              | Préparations de poissons, mollusques et crustacés et techniques particulières d'élevage de ces espèces |
| 249 | involtini di pesce spada                                          | Préparations de poissons, mollusques et crustacés et techniques particulières d'élevage de ces espèces |
| 250 | involtini di spatola, 'nvoltini i spatula                         | Préparations de poissons, mollusques et crustacés et techniques particulières d'élevage de ces espèces |
| 251 | pesce sciabola, vela, spatola                                     | Préparations de poissons, mollusques et crustacés et techniques particulières d'élevage de ces espèces |
| 252 | pesce spada alla ghiotta, pisci spada a gghiotta                  | Préparations de poissons, mollusques et crustacés et techniques particulières d'élevage de ces espèces |
| 253 | pesce spada arrosto con il sarmoriglio, pisci                     | Préparations de poissons, mollusques et crustacés et techniques particulières d'élevage de ces espèces |
| 254 | rosamarina                                                        | Préparations de poissons, mollusques et crustacés et techniques particulières d'élevage de ces espèces |
| 255 | sarde salate                                                      | Préparations de poissons, mollusques et crustacés et techniques particulières d'élevage de ces espèces |
| 256 | sarde salate e pepate                                             | Préparations de poissons, mollusques et crustacés et techniques particulières d'élevage de ces espèces |
| 257 | sardella salata di Crotone                                        | Préparations de poissons, mollusques et crustacés et techniques particulières d'élevage de ces espèces |
| 258 | stocafisso, stocco alla ghiotta                                   | Préparations de poissons, mollusques et crustacés et techniques particulières d'élevage de ces espèces |
| 259 | stocco di Mammola                                                 | Préparations de poissons, mollusques et crustacés et techniques particulières d'élevage de ces espèces |
| 260 | tonno sott'olio, pesantono sott'olio                              | Préparations de poissons, mollusques et crustacés et techniques particulières d'élevage de ces espèces |
| 261 | tortiera di alici                                                 | Préparations de poissons, mollusques et crustacés et techniques particulières d'élevage de ces espèces |
| 262 | miele di arancio calabrese                                        | Produits d'origine animale (miel, produits laitiers, à l'exclusion du beurre)                          |
| 263 | miele di castagno calabrese                                       | Produits d'origine animale (miel, produits laitiers, à l'exclusion du beurre)                          |
| 264 | miele di corbezzolo                                               | Produits d'origine animale (miel, produits laitiers, à l'exclusion du beurre)                          |
| 265 | miele di eucaliptus calabrese                                     | Produits d'origine animale (miel, produits laitiers, à l'exclusion du beurre)                          |
| 266 | miele di melata di abete calabrese                                | Produits d'origine animale (miel, produits laitiers, à l'exclusion du beurre)                          |
| 267 | miele di sulla calabrese                                          | Produits d'origine animale (miel, produits laitiers, à l'exclusion du beurre)                          |
| 268 | ricotta                                                           | Produits d'origine animale (miel, produits laitiers, à l'exclusion du beurre)                          |
| 269 | ricotta affumicata                                                | Produits d'origine animale (miel, produits laitiers, à l'exclusion du beurre)                          |
| 270 | ricotta di capra affumicata                                       | Produits d'origine animale (miel, produits laitiers, à l'exclusion du beurre)                          |
| 271 | ricotta di pecora                                                 | Produits d'origine animale (miel, produits laitiers, à l'exclusion du beurre)                          |
| 272 | ricottone salato                                                  | Produits d'origine animale (miel, produits laitiers, à l'exclusion du beurre)                          |